# 21. Szaturnusz-gála
A 21. Szaturnusz-gála az 1994-es év legjobb filmes és televíziós sci-fi, horror és fantasy alakításait értékelte. A díjátadót 1994. június 26-án tartották Kaliforniában.

## Győztesek és jelöltek
Forrás:

### Film
| Legjobb sci-fi-film | Legjobb fantasyfilm |
| --- | --- |
| - Csillagkapu - Testrablók - Menekülés Absolomból - A parazita - Star Trek: Nemzedékek - Street Fighter – Harc a végsőkig - Időzsaru | - Forrest Gump - Angyalok a pályán - Ed Wood - A Flintstone család - Az oroszlánkirály - A Maszk - Télapu |
| Legjobb horrorfilm | Legjobb akciófilm, kalandfilm vagy filmthriller |
| - Interjú a vámpírral - Cronos - A holló - Frankenstein - Moszkitó - Rémálom az Elm utcában 7. – Az új rémálom: Freddy feltámad - Farkas | - Ponyvaregény - Végveszélyben - Maugli, a dzsungel fia - Red Rock West – Amikor egy bérgyilkos is több a soknál - A remény rabjai - Féktelenül - True Lies – Két tűz között |
| Legjobb rendező | Legjobb forgatókönyv |
| - James Cameron – True Lies – Két tűz között - William Dear – Angyalok a pályán - Jan de Bont – Féktelenül - Neil Jordan – Interjú a vámpírral - Alex Proyas – A holló - Robert Zemeckis – Forrest Gump | - Jim Harrison, Wesley Strick – Farkas - Scott Alexander és Larry Karaszewski – Ed Wood - Eric Roth – Forrest Gump - Steph Lady, Frank Darabont – Frankenstein - Frank Darabont – A remény rabjai - Mark Verheiden – Időzsaru |
| Legjobb férfi főszereplő | Legjobb női főszereplő |
| - Martin Landau – Ed Wood (Lugosi Béla) - Kenneth Branagh – Frankenstein (Dr. Victor Frankenstein) - Tom Cruise – Interjú a vámpírral (Lestat de Lioncourt) - Tom Hanks – Forrest Gump (Forrest Gump) - Jack Nicholson – Farkas (Will Randall) - Brad Pitt – Interjú a vámpírral (Louis de Pointe du Lac) - Arnold Schwarzenegger – True Lies – Két tűz között (Harry Tasker) | - Sandra Bullock – Féktelenül (Annie Porter (döntetlen)) - Jamie Lee Curtis – True Lies – Két tűz között (Helen Tasker (döntetlen)) - Mädchen Amick – Álmaim asszonya (Lena Mathers Reardon) - Helena Bonham Carter – Frankenstein (Elizabeth Lavenza) - Penelope Ann Miller – Az árnyék (Margo Lane) - Michelle Pfeiffer – Farkas (Laura Alden) |
| Legjobb férfi mellékszereplő | Legjobb női mellékszereplő |
| - Gary Sinise – Forrest Gump (Dan Taylor) - Richard Attenborough – Csoda New Yorkban (Kris Kringle) - Robert De Niro – Frankenstein (Frankenstein szönye) - Raúl Juliá – Street Fighter – Harc a végsőkig (M. Bison) (posztumusz) - Bill Paxton – True Lies – Két tűz között (Simon) - James Spader – Farkas (Stewart Swinton)                                                | - Mia Sara – Időzsaru (Melissa Walker) - Halle Berry – A Flintstone család (Miss Stone) - Tia Carrere – True Lies – Két tűz között (Juno Skinner) - Whoopi Goldberg – Star Trek: Nemzedékek (Guinan) - Rosie O’Donnell – A Flintstone család (Dorongi Irma) - Robin Wright – Forrest Gump (Jenny Curran)                                         |
| Legjobb fiatal színész | Legjobb filmzene |
| - Kirsten Dunst – Interjú a vámpírral (Claudia) - Luke Edwards – Világverők (Billy Heywood) - Joseph Gordon-Levitt – Angyalok a pályán (Roger Bomman) - Miko Hughes – Rémálom az Elm utcában 7. – Az új rémálom: Freddy feltámad (Dylan Porter) - Jonathan Taylor Thomas – Az oroszlánkirály (Fiatal Szimba) - Elijah Wood – Világgá mentem (North)                           | - Howard Shore – Ed Wood - Alan Silvestri – Forrest Gump - Elliot Goldenthal – Interjú a vámpírral - Patrick Doyle – Frankenstein - Jerry Goldsmith – Az árnyék - J. Peter Robinson – Rémálom az Elm utcában 7. – Az új rémálom: Freddy feltámad                                                                                                 |
| Legjobb jelmez | Legjobb smink |
| - Sandy Powell – Interjú a vámpírral - Arianne Phillips – A holló - Rosanna Norton – A Flintstone család - Ha Nguyen – A Maszk - Bob Ringwood – Az árnyék - Joseph A. Porro – Csillagkapu | - Rick Baker, Ve Neill – Ed Wood - Stan Winston, Michèle Burke – Interjú a vámpírral - Daniel Parker, Paul Engelen – Frankenstein - Greg Cannom – A Maszk - Alec Gillis, Tom Woodruff Jr. – Télapu - Rick Baker – Farkas |
| Legjobb különleges effektek | |
| - John Bruno (Digital Domain) – True Lies – Két tűz között - Andrew Mason (International Creative Effects) – A holló - Ken Ralston (Industrial Light & Magic) – Forrest Gump - (Illusion Arts Inc., Fantasy II Film Effects, Visual Concept Engineering (VCE)) – Az árnyék - Jeffrey A. Okun and Patrick Tatopoulos – Csillagkapu - Gregory L. McMurry – Időzsaru             | |

### Televízió
| Legjobb televíziós sorozat | Legjobb televíziós műsor |
| --- | --- |
| - X-akták - Föld 2 – A világűr Robinsonjai - M.A.N.T.I.S. - SeaQuest DSV – A mélység birodalma - A Simpson család - Sliders - Star Trek: Az új nemzedék | - Földönkívüli zsaru: Sötét horizont - A Harmadik Birodalom - Herkules (a Herkules és a tűzkarika című tévéfilmért) - Roswell - Végítélet - TekWar - Boszorkányüldözés |

### Video
| Legjobb házimozis megjelenés                                                                                           |
| --- |
| - Cronos - Body Melt - Jack Be Nimble - Totoro – A varázserdő titka - Phantasm III: Lord of the Dead - Zsugorfejek - V |

### Különdíj
- Arany érdemtekercs: Paul Bunnell – That Little Monster
- George Pal Memorial Award: Robert Zemeckis
- Életműdíj: Joel Silver, Wes Craven, Sean Connery
- Posztumusz díj: Will Rogers
- Service Award: Forrest J Ackerman
- Special Award: Richard Fleischer

## Fordítás
- Ez a szócikk részben vagy egészben  a(z)   21st Saturn Awards című angol Wikipédia-szócikk fordításán alapul.  Az eredeti cikk szerkesztőit annak laptörténete sorolja fel. Ez a jelzés csupán a megfogalmazás eredetét és a szerzői jogokat jelzi, nem szolgál a cikkben szereplő információk forrásmegjelöléseként.